# Observatorio

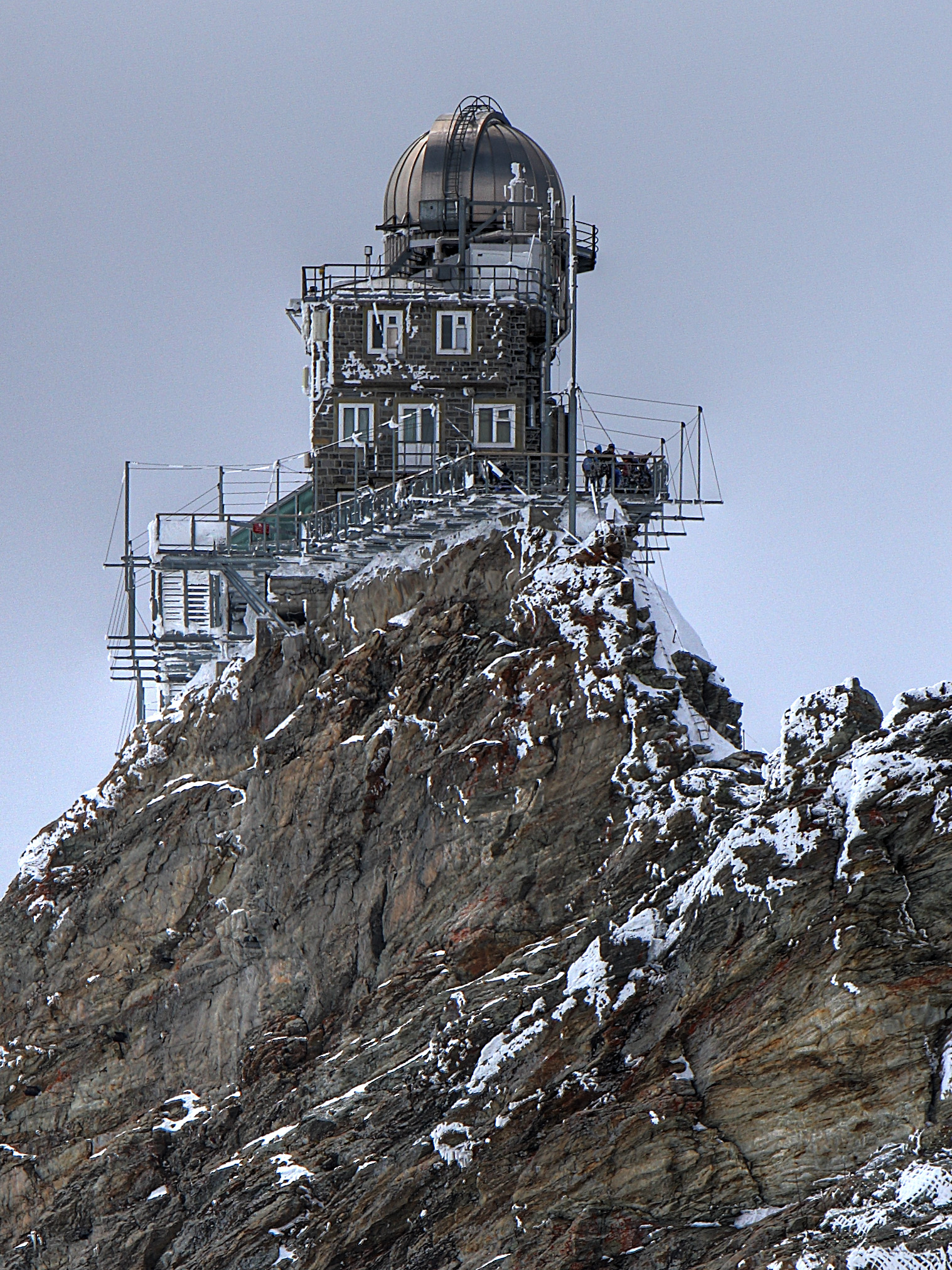
El Observatorio de la Esfinge en la cima de una montaña en los Alpes suizos a 3.571 m.

Un observatorio es un centro desde el cual se investigan, analizan y registran objetos, eventos y situaciones de carácter natural, astronómico o social. Los primeros observatorios fueron creados para observar fenómenos astronómicos o atmosféricos, pero en las últimas décadas han surgido múltiples instituciones dedicadas a diversas áreas sociales que han adoptado el nombre de observatorios.
Los observatorios astronómicos se instalan en lugares que posean un clima, o las condiciones apropiadas para la observación. 
Las disciplinas que hacen uso de observatorios son múltiples; es el caso de la astronomía, climatología, geología, meteorología y vulcanología

## Historia
El observatorio más antiguo que se conoce es la torre o zigurat de Bello, en Babilonia, en el que los astrónomos caldeos hicieron sus principales observaciones. Es dudoso que los griegos tuviesen un observatorio en Alejandría, pero es cierto que los construyeron los árabes, los chinos y los mongoles. Fue célebre el de Bagdad, emplazado en los mismos jardines del Califa.
En cuanto a los observatorios de Europa, tal vez sea el más antiguo la famosa Torre de Sevilla construida por el astrónomo Mohamed Geber, que sirvió por espacio de muchos siglos para las observaciones astronómicas de los árabes y los españoles. En una época posterior, el landgrave de Hesse-Cassel Guillermo IV ordenó construir un observatorio en 1561, y Tycho Brahe levantó en 1576 el famoso Uranienburgo en la isla de Hiren, entre Copenhague y Malmoe, en el Sund, situado a la entrada del Báltico.

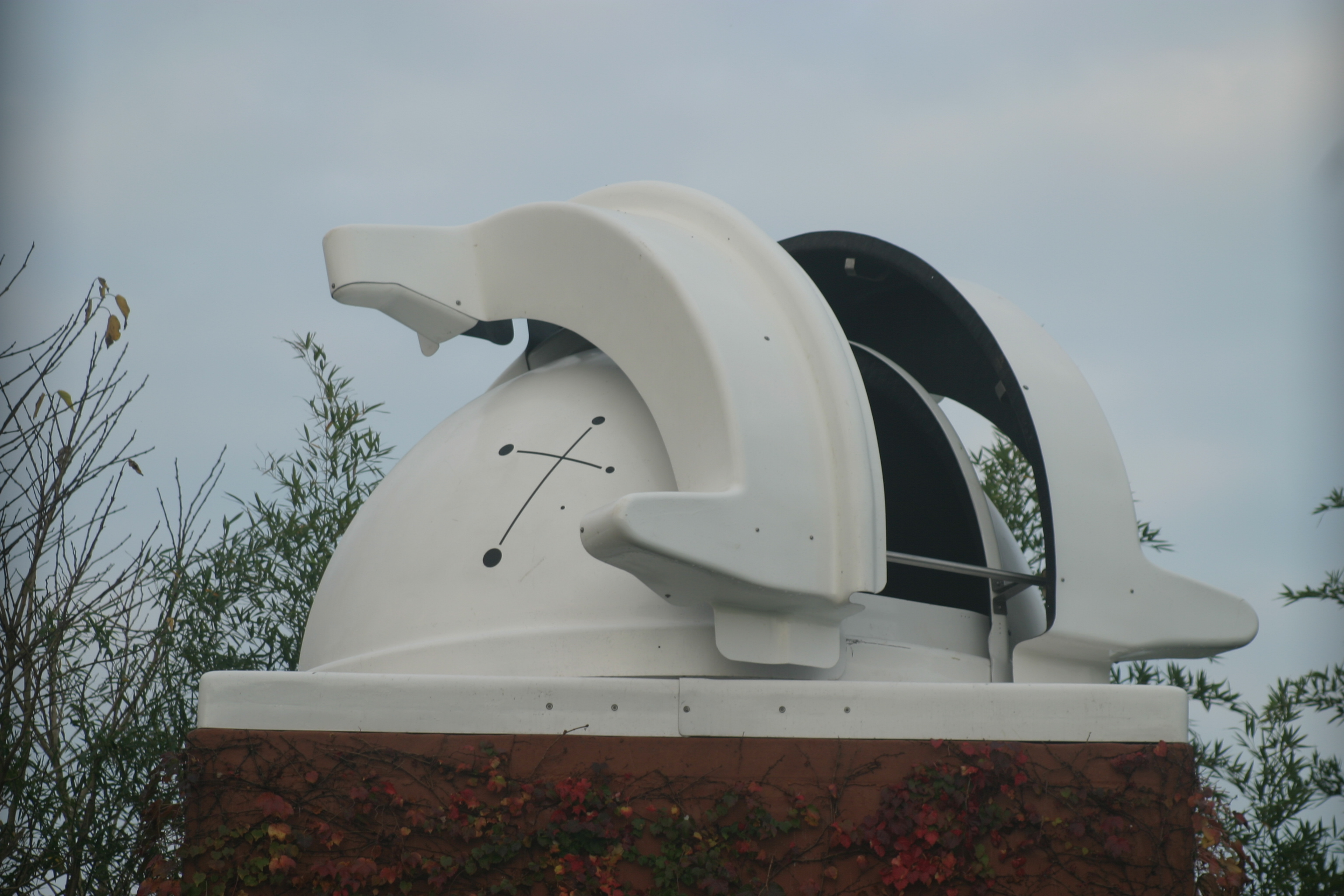
Domo del Observatorio Astronómico Cruz del Sur. Brandsen - Argentina

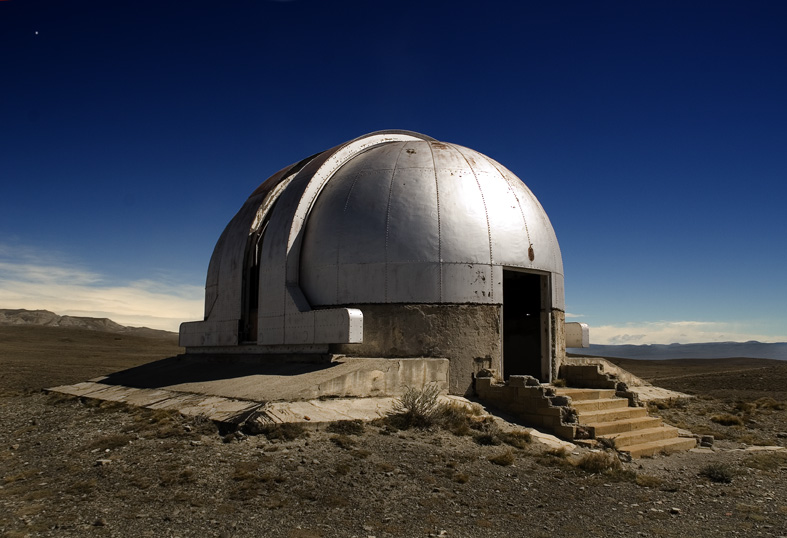
Observatorio Austral Félix Aguilar, abandonado, en la provincia de Santa Cruz (Argentina)

Históricamente, los primitivos observatorios dispusieron de piedras alineadas con algunos fenómenos astronómicos, como es el caso de Stonehenge, pero las primeras observaciones sistematizadas tuvieron que esperar al desarrollo de instrumentos capaces de medir ángulos con cierta precisión, como los sextantes. Los modernos observatorios astronómicos contienen enormes telescopios (con espejos de varios metros de diámetro) y ordenadores para el procesamiento de los datos obtenidos. Ejemplos de observatorios de esta clase son el Mauna Kea en Hawái, el Observatorio del Roque de los Muchachos y el Observatorio del Teide en las Islas Canarias, el del Cerro Tololo y el del Cerro Pachón en Chile. En España el Observatorio de Calar Alto, el Observatorio Astronómico Nacional y el Observatorio de la Armada de San Fernando (Cádiz) cuentan entre los más conocidos y activos, algunos de ellos dedicados también a la divulgación y enseñanza de la astronomía. 
Durante el siglo XIX los observatorios se convirtieron en un símbolo de prestigio de los nacientes estados. 
A comienzos de la década de los años 1940, se empezaron a construir radiotelescopios para detectar y estudiar radiofuentes en el Universo. El radiotelescopio más grande del mundo se encuentra en Puerto Rico; se trata del Radiotelescopio de Arecibo. El mayor centro de Radiotelescopios está en Chajnantor, Chile.
Con los últimos adelantos científicos ha sido posible enviar telescopios e instrumentos de observación celeste fuera del planeta Tierra, como el telescopio espacial Hubble.
Asimismo existen observatorios portátiles realizados en fibra de vidrio que pueden ser fácilmente instalados para el uso de aficionados o pequeñas instituciones.

## Clasificación de los Observatorios Astronómicos

### Con base en el espacio
Son aquellos instrumentos que en general que se encuentras ubicados en el espacio exterior (suelen ser en lugares apartados de las ciudades y a grandes altitudes) para observar los fenómenos en el universo.
Un telescopio espacial u observatorio espacial es un telescopio en el espacio exterior utilizado para observar objetos astronómicos. Sugerido por Lyman Spitzer en 1946, los primeros telescopios operativos fueron el «Observatorio Astronómico Orbital» estadounidense, OAO-2 lanzado en 1968, y el Orión «Telescopio ultravioleta Orión 1» soviético a bordo de la estación espacial Salyut 1 en 1971. Los telescopios espaciales evitan el filtrado y la distorsión (centelleo) de la radiación electromagnética que observan, y evitan la contaminación lumínica con la que se encuentran los observatorios terrestres. Se dividen en dos tipos: Satélites que cartografían todo el cielo (estudio astronómico), y satélites que se centran en objetos astronómicos seleccionados o en partes del cielo y más allá. Los telescopios espaciales son distintos de los Satélites de imagen de la Tierra, que apuntan hacia la Tierra para imágenes de satélite, aplicadas para análisis del tiempo, espionaje y otros tipos de recopilación de información.

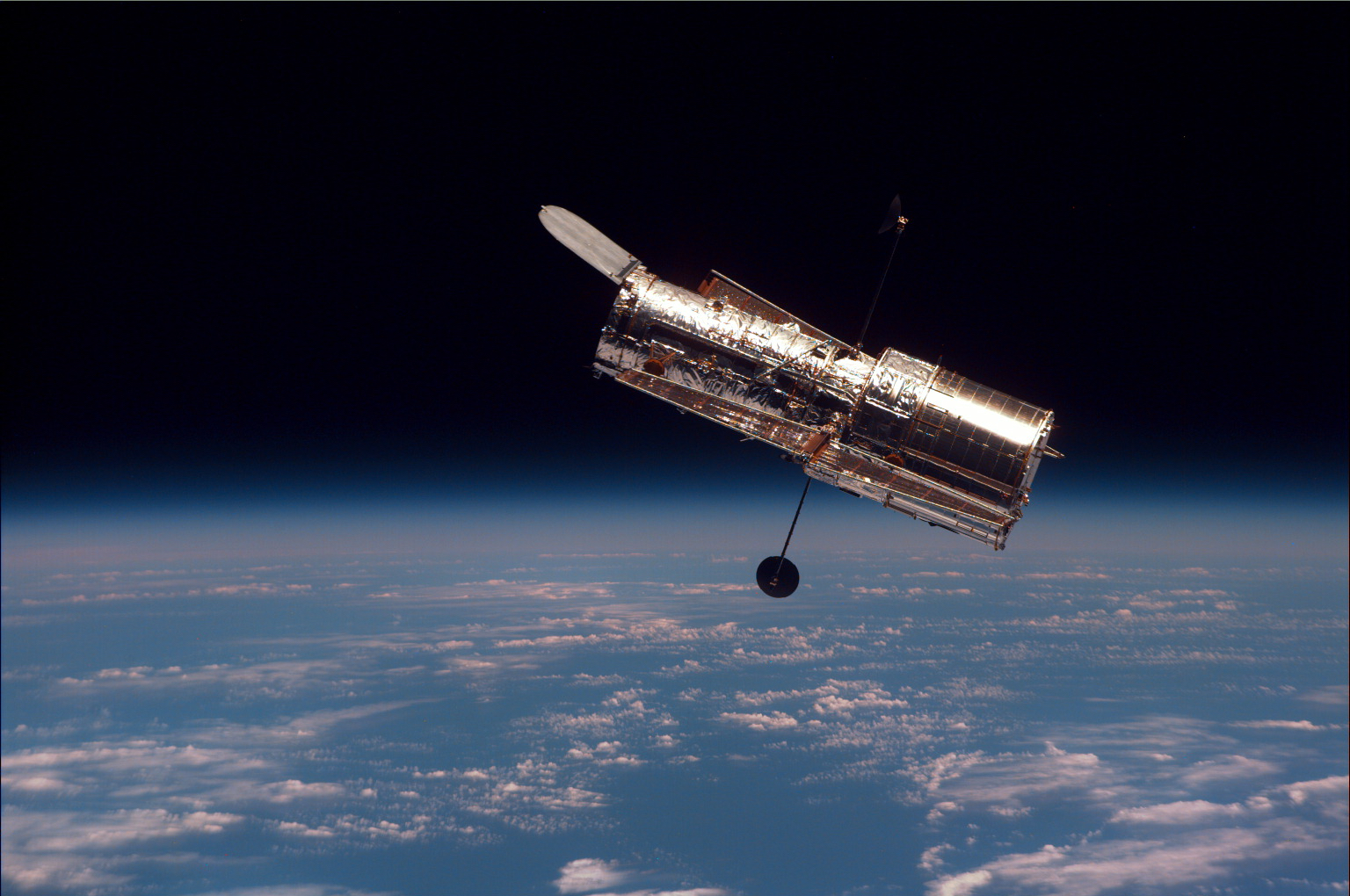
El Telescopio espacial Hubble en órbita terrestre.

Los observatorios espaciales son telescopios u otros instrumentos que se encuentran en el espacio exterior, muchos en órbita alrededor de la Tierra. Los telescopios espaciales pueden utilizarse para observar objetos astronómicos en longitudes de onda del espectro electromagnético que no pueden penetrar la atmósfera terrestre y que, por tanto, son imposibles de observar con telescopios terrestres. La atmósfera de la Tierra es opaca a la radiación ultravioleta, rayos X y rayos gamma y es parcialmente opaca a la radiación infrarroja, por lo que las observaciones en estas porciones del espectro electromagnético se realizan mejor desde un lugar situado por encima de la atmósfera de nuestro planeta.  Otra ventaja de los telescopios espaciales es que, al estar situados por encima de la atmósfera terrestre, sus imágenes están libres de los efectos de las turbulencias atmosféricas que afectan a las observaciones desde tierra. Como resultado, la resolución angular de telescopios espaciales como el Telescopio Espacial Hubble suele ser mucho menor que la de un telescopio terrestre con una apertura similar. Sin embargo, todas estas ventajas tienen un precio. Los telescopios espaciales son mucho más caros de construir que los terrestres. Debido a su ubicación, los telescopios espaciales también son extremadamente difíciles de mantener. El telescopio espacial Hubble ha podido ser mantenido por el transbordador espacial, mientras que muchos otros telescopios espaciales no pueden ser mantenidos en absoluto.

### Con base en el aire
Se trata de globos o aviones que contienen telescopios astronómicos, además suelen trabajar en el espectro infrarrojo. El descubrimiento de la radiación infrarroja se atribuye a William Herschel.
Los observatorios espaciales son telescopios u otros instrumentos situados en el espacio exterior, muchos de ellos en órbita alrededor de la Tierra. Los telescopios espaciales pueden utilizarse para observar objetos astronómicos en longitudes de onda del espectro electromagnético que no pueden penetrar la atmósfera terrestre y que, por tanto, son imposibles de observar con telescopios terrestres. La atmósfera de la Tierra es opaca a la radiación ultravioleta, rayos X y rayos gamma y es parcialmente opaca a la radiación infrarroja, por lo que las observaciones en estas porciones del espectro electromagnético se realizan mejor desde un lugar situado por encima de la atmósfera de nuestro planeta. Otra ventaja de los telescopios espaciales es que, al estar situados por encima de la atmósfera terrestre, sus imágenes están libres de los efectos de las turbulencias atmosféricas que afectan a las observaciones desde tierra. Como resultado, la resolución angular de telescopios espaciales como el Telescopio Espacial Hubble suele ser mucho menor que la de un telescopio terrestre con una apertura similar. Sin embargo, todas estas ventajas tienen un precio. Los telescopios espaciales son mucho más caros de construir que los terrestres. Debido a su ubicación, los telescopios espaciales también son extremadamente difíciles de mantener. El Telescopio Espacial Hubble pudo ser mantenido por el Transbordadores Espaciales mientras que muchos otros telescopios espaciales no pueden ser mantenidos en absoluto.

### Con base en el suelo

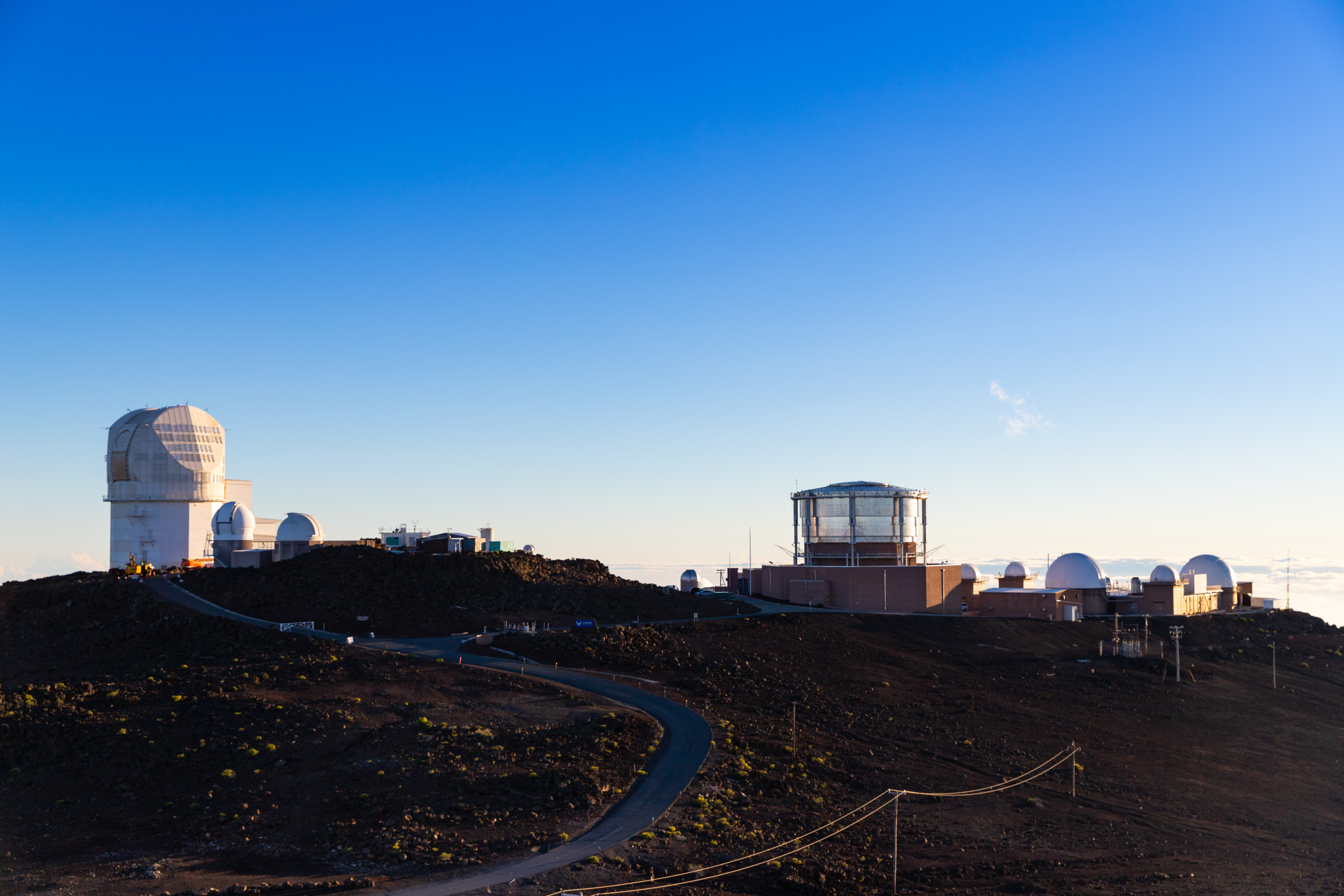
Observatorio de Haleakala, situado a 3036 m (9961 ft) de altitud en Maui, Hawái

Aquellos observatorios construidos al nivel del suelo, y tienen una historia larga que se remonta a las antiguas civilizaciones. Se reconocen por su fachada caracterizada por unas cúpulas que se abren para dejar pasar a los telescopios entre su ranura.
Los observatorios terrestres, situados en la superficie de la Tierra, se utilizan para realizar observaciones en las porciones de radio y luz visible del espectro electromagnético. La mayoría de los  telescopios ópticos se alojan dentro de una cúpula o estructura similar, para proteger los delicados instrumentos de los elementos. Las cúpulas de los telescopios tienen una rendija u otra abertura en el techo que puede abrirse durante la observación y cerrarse cuando el telescopio no está en uso. En la mayoría de los casos, toda la parte superior de la cúpula del telescopio se puede girar para permitir que el instrumento observe diferentes secciones del cielo nocturno. Los radiotelescopios no suelen tener cúpulas.
En el caso de los telescopios ópticos, la mayoría de los observatorios terrestres están situados lejos de los grandes núcleos de población, para evitar los efectos de la contaminación lumínica. Las ubicaciones ideales para los observatorios modernos son los lugares que tienen cielos oscuros, un gran porcentaje de noches despejadas al año, aire seco y están a gran altura. A grandes alturas, la atmósfera terrestre es más delgada, por lo que se minimizan los efectos de la turbulencia atmosférica y se consigue una mejor "observación" astronómica. Los lugares que cumplen los criterios anteriores para los observatorios modernos incluyen el suroeste de Estados Unidos, Hawái, Islas Canarias, los Andes, y altas montañas de México como Sierra Negra. Entre los principales observatorios ópticos se encuentran Mauna Kea Observatory y Kitt Peak National Observatory en Estados Unidos, Observatorio del Roque de los Muchachos en España, y Observatorio Paranal y Observatorio Interamericano de Cerro Tololo en Chile.
Un estudio de investigación específico realizado en 2009 muestra que la mejor ubicación posible para un observatorio terrestre en la Tierra es Cresta A - un lugar en la parte central de la Antártida Oriental. Esta ubicación proporciona las menores perturbaciones atmosféricas y la mejor visibilidad.

### Con base en el medio subterráneo
Como su nombre sugiere, son colocados debajo de la superficie terrestre.
Un observatorio vulcanológico es una institución que lleva a cabo la vigilancia de un volcán, así como la investigación con el fin de comprender los posibles impactos del vulcanismo activo. Entre los más conocidos se encuentran el Observatorio Vulcanológico de Hawái y el Observatorio Vesubiano. Existen observatorios volcánicos móviles con el USGS VDAP (Volcano Disaster Assistance Program), para ser desplegados bajo demanda. Cada observatorio volcánico tiene asignada una área de responsabilidad geográfica en la que el observatorio se encarga de difundir previsiones de actividad, analizar posibles amenazas de actividad volcánica y cooperar con las comunidades en la preparación de erupción volcánica.

## El telescopio en los observatorios
El uso del telescopio como herramienta para observar el cielo nocturno se remonta hasta Galileo quien usó un rudimentario telescopio hecho de cartón y unas cuantas lentes para observar la Luna, sin embargo, el telescopio ha ido evolucionando y adquiriendo una historia y una identidad que pasa desapercibida por la gran mayoría. El telescopio empezó como un objeto de diseño muy simple, para después convertirse en la herramienta que conocemos actualmente, a la par de Galileo estaría el astrónomo y matemático alemán Johannes Kepler quien se encargó de mejorar el diseño de Galileo.
Aunque las mejoras de Kepler fueron significativas, el telescopio seguía teniendo muchas desventajas en bastantes situaciones, además de esto estaba el problema de la aberración cromática, misma que Isaac Newton consideraba fundamental de solventar, dedicando tiempo a la investigación de la solución, sin embargo, Newton no solo no fue capaz de eliminar dicha aberración sino que incluso llegó a afirmar ante la Real Sociedad que era imposible deshacerse de ella.

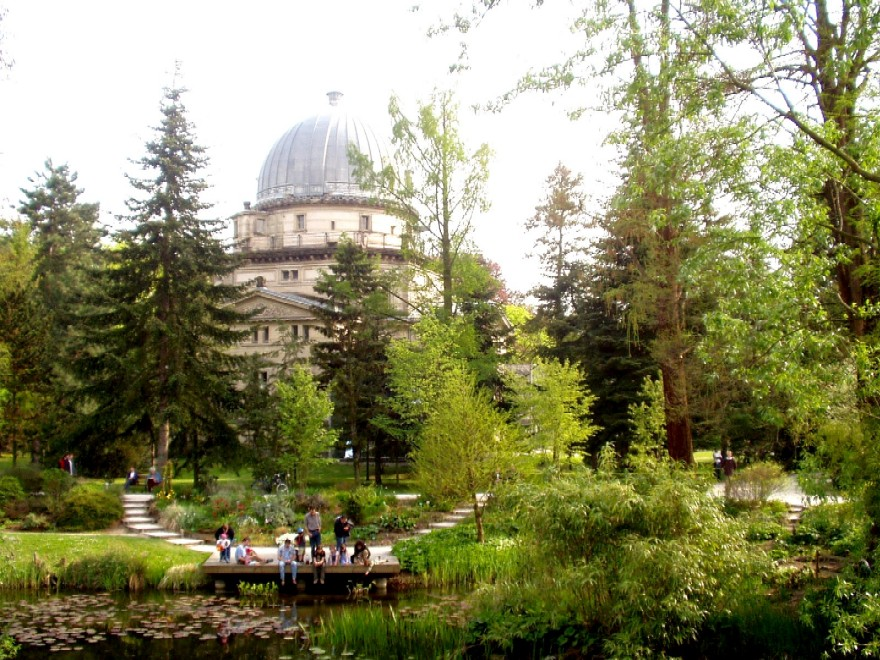
Observatorio astronómico de Estrasburgo.

Luego de esto saltamos a grandes cambios implementados a dicha herramienta, algunos telescopios eran más largos, otros más anchos, con una o más lentes de diferentes tipos, unos más grandes que otros, y al parecer esto fue lo que permaneció constante a partir de entonces, pues cada vez se volvían más grandes, debido la relación que existe entre el tamaño de la lente y la cantidad e luz que puedes captar con ella, esto a su vez, trajo consigo sus propios inconvenientes, al ser más grandes eran más costosos de fabricar, se llevaba más tiempo elaborándoos y claro, eran prácticamente inmovibles. A pesar de todo esto las mejoras siguieron llegando, ahora un telescopio no solo era un artefacto para mirar y maravillarse con los cuerpos celestes sino que ahora también era una herramienta de medición.